# Pampaqucha (Puno)
Pampaqucha est un lac de la cordillère des Andes au Pérou. Il est situé dans la région de Puno, province de Carabaya, district d'Ajoyani. Pampaqucha se trouve au nord-ouest du sommet de Hatun Pinkilluni. 